# سین فلین (هنرپیشه)
سین فلین (انگلیسی: Sean Flynn؛ زادهٔ ۱۴ ژوئیهٔ ۱۹۸۹) یک هنرپیشه اهل ایالات متحده آمریکا است. وی از سال ۱۹۹۶ میلادی تاکنون مشغول فعالیت بوده‌است.